# 小林洋平 (音楽家)
小林 洋平（こばやし ようへい、1978年8月17日 - ）は、日本の作曲家、編曲家、サクソフォーン奏者。神奈川県三浦郡葉山町出身。所属事務所はFAIRWIND music。

## 来歴・人物
幼少よりピアノ、ヴァイオリンなどに親しみ、中学よりサクソフォーンを始める。神奈川県立横須賀高等学校時代にサクソフォーンを服部吉之に師事。東京理科大学理工学部物理学科に進学し宇宙物理学研究室で学び、同大学院理工学研究科物理学専攻時代に奨学金を得てバークリー音楽大学映画音楽科へ留学。映画音楽をSheldon Mirowitz、サクソフォーンをGeorge Garzone等に師事。在学中「Alf Clausen Award」を受賞し、首席にて卒業。帰国後は作編曲家として映画やドラマ、ニュース番組、CMなどのサウンドトラック、ゲーム音楽のオーケストレーションなどを多数手がける。またサクソフォーン奏者としても活動しており、2023年3月にはDella Inc.より初のアーティストアルバム『海の見える風景』をリリースした。2017年6月より日本作編曲家協会 (JCAA) 理事。洗足学園音楽大学音楽学部音楽学科、音楽・音響デザインコース客員教授。

## 主な作品

### 映画
- 逆火（2025年、KADOKAWA、内田英治監督）
- 誰よりもつよく抱きしめて（2025年、内田英治監督）
- 太陽がしょっぱい（2024年、西川達郎監督）
- BLEND#1974（2024年、風来漢あき監督）
- 52ヘルツのクジラたち（2024年、ギャガ、成島出監督）
- マッチング（2024年、KADOKAWA、内田英治監督）
- 探偵マリコの生涯で一番悲惨な日（2023年、東映ビデオ、内田英治監督、片山慎三監督）
- 魔女の香水（2023年、クロスメディア、宮武由衣監督）
- 共に生きる 書家金澤翔子（2023年、宮澤正明監督）
- お姉ちゃんのダメ出し（2022年、渋谷悠監督）
- 異動辞令は音楽隊!（2022年、ギャガ、内田英治監督）
- 雨に叫べば（2021年、内田英治監督、Amazon Prime Video、東映）
- いたずらのパレード（2021年、渋谷悠監督）
- Re-member（2021年、古波津陽監督）
- クラウンの葬式（2021年、渋谷悠監督）
- シルク時空を超えて（2021年、熊谷友幸監督）
- 咲む（2020年、早瀨憲太郎監督）
- 乗り遅れた旅人（2019年、古波津陽監督）
- 星に語りて（2019年、松本動監督、JAPAN CONNECTS Hollywood最優秀作品賞受賞、Japan Film Festival Los Angeles入選、日本映画復興奨励賞受賞）
- スワブ（2018年、松居大悟監督、シッチェス・カタロニア国際映画祭入選）
- 箒（2018年、古波津陽監督、『リンレイアワード』大賞作品、Show Me Shorts Film Festival入選）
- たった一度の歌（2018年、TBSビジョン、宮武由衣監督）
- 君へのビデオレター（2018年、古波津陽監督）
- PUZZLE ROOM（2017年、古波津陽監督）
- スカブロ（2017年、矢城潤一監督）
- 未来に向けて（2016年、虫プロダクション、出﨑哲監督）
- 繕い裁つ人（2015年、ギャガ、三島有紀子監督）
- 薩チャン正ちゃん 戦後民主的独立プロ奮戦記（2015年）、日本映画復興賞受賞
- 宇宙海賊キャプテンハーロック（2013年、オーケストレーション、荒牧伸志監督）
- 星のいかだ（2014年）
- 一粒の麦 地に落ちなば（2012年）
- BUNGO -日本文学シネマ- 劇場公開版（2010年）
  - 黄金風景（アベユーイチ監督）
  - 檸檬（吉田恵輔監督）
  - 富美子の足（橋本光二郎監督）

### テレビドラマ
- 連続ドラマW 落日（2023年、WOWOW）
- 終戦ドラマしかたなかったと言うてはいかんのです（2021年、NHK）文化庁芸術祭優秀賞受賞作品
- 夕凪の街　桜の国2018（2018年、NHK）文化庁芸術祭参加作品
- 炎の経営者スペシャルカット版（2018年、フジテレビジョン）
- ふたりのキャンバス（2017年、NHK広島放送局制作）
- 炎の経営者（2017年、フジテレビジョン）
- プレミアムよるドラマ　はぶらし／女友だち（2016年、NHK）
- 石坂線物語（2013年、NHK）
- おかえり（2013年、NHK大津放送局制作）
- 豆腐の味（2012年、NHK大津放送局制作）
- 華の火（2012年、NHK大津放送局制作）
- プレミアムドラマ　高橋留美子劇場（2012年、NHK）
- 土曜ドラマ　チャンス（2010年、NHK）JRA賞馬事文化賞
- アザミ嬢のララバイ（2010年、毎日放送、犬童一心監督、手塚眞監督、麻生学監督、ほか）
- BUNGO -日本文学シネマ-（2010年、TBSほか）
- お米のなみだ（2008年、NHK仙台放送局制作）東京ドラマアウォードローカル・ドラマ賞

### 報道番組
- NHKスペシャル「福島モノローグ 2011－2024」（2024年、NHK）
- 国際報道2020（NHK）
- 国際報道2019（NHK）
- 国際報道2018（NHK）
- 国際報道2017（NHK）
- 国際報道2016（NHK）
- 国際報道2015（NHK）
- 国際報道2014（NHK）
- キャッチ!世界の視点（NHK）
- ワールドニュース（NHK）
- ニュースほっと関西（NHK大阪放送局）
- 関西845（NHK大阪放送局）
- NHKスペシャル「世界遺産　富士山　〜水めぐる神秘〜」（2013年、NHK）
- BSドキュメンタリー（NHK）
- BS世界のドキュメンタリー（NHK）
- ひるまえもぎたて!（NHK岡山放送局）
- 岡山ニュースもぎたて!（NHK岡山放送局）
- ウィークエンド東北（NHK東北ブロック）

### ラジオドラマ
- イヤードラマ（NUMA）
  - 「ビールいかがですか」（2021年 / NHKエンタープライズ制作）
  - 「パパの恋人」（2021年 / NHKエンタープライズ制作）
- FMシアター（NHK）
  - 「塀の中のリクエスト」（2024年）
  - 「さよならダイヤル」（2023年）
  - 「もしもきみなら」（2022年）
  - 「隣の魔女」（2022年）
  - 「ローリング・ボーイ」（2021年）
  - 「プリズン・コーラス」（2020年）
  - 「ビギンズナイト 俺たちのカウント2.99!」（2020年）
  - 「カウント2.9!」（2019年）
  - 「真琴もののけ録」（2019年）
  - 「光点」（2019年）
  - 「おかえり」（2018年）
  - 「わたくし、今、恋をしております」（2018年）
  - 「ばっちゃんの親子丼」（2018年）
  - 「トコマとよっちゃん」（2017年）文化庁芸術祭参加作品
  - 「あなたに似た街」（2017年）
  - 「散歩道」（2016年）
  - 「ともに帰らん」（2016年）文化庁芸術祭参加作品
  - 「桜を伐る」（2016年）
  - 「不思議の城のかの子」（2016年）
  - 「素敵な十六歳」（2015年）
  - 「母、逝かず」（2015年）
  - 「かぞくのたまご」（2015年）
  - 「紫のチューリップ」（2014年）
  - 「井戸に吠える」（2014年）
  - 「幸福な毎日」（2013年）
  - 「パパ友・センチメンタルの会」（2013年）
  - 「ニューワールド」（2013年）
  - 「さよなら環状線」（2013年）
  - 「異国の太鼓」（2012年）
  - 「金魚鉢の教室」（2012年） 文化庁芸術祭参加作品
  - 「ごまめの歯軋り」（2011年）
  - 「スイートビターホーム」（2011年）
  - 「飛ばせハイウェイ、飛ばせ人生」（2011年） 放送文化基金賞ラジオ番組賞受賞作品
  - 「大きな豚はあとから来る」（2011年）
  - 「相方のあり方」（2010年）
  - 「骨を抱えて」（2010年）
  - 「曲芸師ハリドン」（2009年）
  - 「風に刻む」（2009年） 文化庁芸術祭大賞受賞作品
  - 「ラジオと背中」（2008年） 文化庁芸術祭参加作品
  - 「夜の階段」（2008年） 文化庁芸術祭参加作品
  - 「僕らはみんな、」（2008年）
  - 「豆腐と花束」（2007年） 文化庁芸術祭参加作品
- 特集オーディオドラマ（NHK）
  - 「翔ぶ少女」（2015年）
  - 「星を掘れ!」（2013年）
- 青春アドベンチャー（NHK）
  - 「滅びの前のシャングリラ」（全10回、テーマ曲のみ担当）（2022年）
  - 「ウィッグ取ったらただの人」（全5回）（2020年）
  - 「阪堺電車177号の追憶」（全10回）（2020年）
  - 「シュレミールと小さな潜水艦」（全5回）（2013年）
  - 「海に降る」（全10回）（2012年）
- 新日曜名作座（NHK）
  - 「羊は安らかに草を食み」（全6回）（2024年）
  - 「あなたの人生、片づけます」（全3回）（2020年）
  - 「閉店屋五郎2」（全6回）（2019年）
  - 「閉店屋五郎」（全6回）（2018年）
  - 「ふるさと銀河線 軌道春秋」（全6回）（2017年）
  - 「アップルソング」（全6回）（2017年）

### その他
- オリジナルアルバム「海の見える風景」（デラ）
- オリジナルマキシシングル「いちばん大きな空へ/On the Earth」
- プラネタリウム番組
  - 「空の橋～Sky Bridge～」（国際交流基金企画/ブラジルとの共同制作）
  - 「未来はボクらがつくるんだ!」（五藤光学研究所制作/日本SF作家クラブ50周年記念番組）
  - 「アースメッセージ -かけがえのない惑星へ-」（五藤光学研究所制作）
- 東京コミコン（テーマ曲および一部BGM）
- NHK「まいにちイタリア語」応用編
- 田中靖人「モリコーネ・パラダイス」（編曲）
- ディズニー「ユニベアシティ」（PVアレンジ）
- テイルズ オブ オーケストラコンサート（アレンジ）
- シエナ・ウインド・オーケストラ コンサート用アレンジ
- FINAL FANTASY 35th Anniversary Distant Worlds: music from FINAL FANTASY Coral（アレンジ、オーケストレーション）
- Distant Worlds V: more music from FINAL FANTASY（アレンジ、オーケストレーション）
- スクウェア・エニックス
  - 「サガ エメラルド ビヨンド」（オーケストレーション）
  - 「BALAN WONDERWORLD」（オーケストレーション）
  - 「ロマンシング サガ リ・ユニバース」（オーケストレーション）
  - 「フレイム×ブレイズ」（オーケストレーション）
  - 「BRA☆BRA FINAL FANTASY VII BRASS de BRAVO」（編曲）
  - 「BRA☆BRA FINAL FANTASY BRASS de BRAVO 3」（編曲）
  - 「BRA☆BRA FINAL FANTASY BRASS de BRAVO 2」（編曲）
  - 「BRA☆BRA FINAL FANTASY BRASS de BRAVO」（編曲）
  - 「ライトニング リターンズ ファイナルファンタジーXIII」（オーケストレーション、サックス）
  - 「STAR GALAXY」（オーケストレーション）
  - 「モンスタードラゴン」（オーケストレーション）
- 葉山町 PR動画
- ワンピースウォータースペクタクル３　ワノ国編
- キャナルシティ博多 噴水ショー（アレンジ、制作）
- 八甲田山 シネマコンサート（punch&streamer制作）
- 砂の器 シネマコンサート（punch&streamer制作）
- Hey! Say! JUMP
  - 「Brand New World」（ストリングスアレンジ）
  - 「Shall We?」（ストリングスアレンジ）
- 浜崎あゆみ 「Dearest」（A Classical収録版）（オーケストレーション）
- ゴスペラーズ 「My Gift to You」（ストリングスアレンジ）
- 平川商事アローグループCM
- 大丸グループブランディングイメージPV（CIA inc.制作）
- 株式会社CLEARTHブランディングイメージPV（CIA inc.制作）
- 「オーケストラで綴るフォーク&ポップス」（編曲）（ユーキャン）